# Gebugan
Gebugan is een bestuurslaag in het regentschap Semarang van de provincie Midden-Java, Indonesië. Gebugan telt 5194 inwoners (volkstelling 2010).